# Улица Шахматова
Улица Ша́хматова — улица в городе Петергофе Петродворцового района Санкт-Петербурга. Проходит от Бабигонского и Гостилицкого шоссе до Университетского проспекта.
Название было присвоено 23 ноября 1970 года в честь русского филолога А. А. Шахматова, профессора Петербургского университета в 1910—1918 годах.
Фактически улица существует с начала 1980-х годов.

## Застройка
- дом 2, корпус 1 — жилой дом (1983[2])
- дом 2, корпус 2 — жилой дом (1983[2])
- дом 4, корпус 1 — жилой дом (1982[2])
- дом 4, корпус 2 — жилой дом (1983[2])
- дом 6, корпус 1 — жилой дом (1983[2])
- дом 10 — жилой дом (1987[2])
- дом 12, корпус 1 — жилой дом (1992[2])
- дом 12, корпус 2 — жилой дом (1991[2])
- дом 12, корпус 3 — жилой дом (1992[2])
- дом 12, корпус 4 — жилой дом (1992[3])
- дом 14 — жилой дом (1987[2])
- дом 16 — жилой дом (1988[2])
- дом 16, корпус 2 — жилой дом (1988[2])
- дом 16, корпус 3 — жилой дом (1988[2])

## Перекрёстки
- Гостилицкое шоссе / Бабигонское шоссе
- Ботаническая улица